# Geografia del Brasil

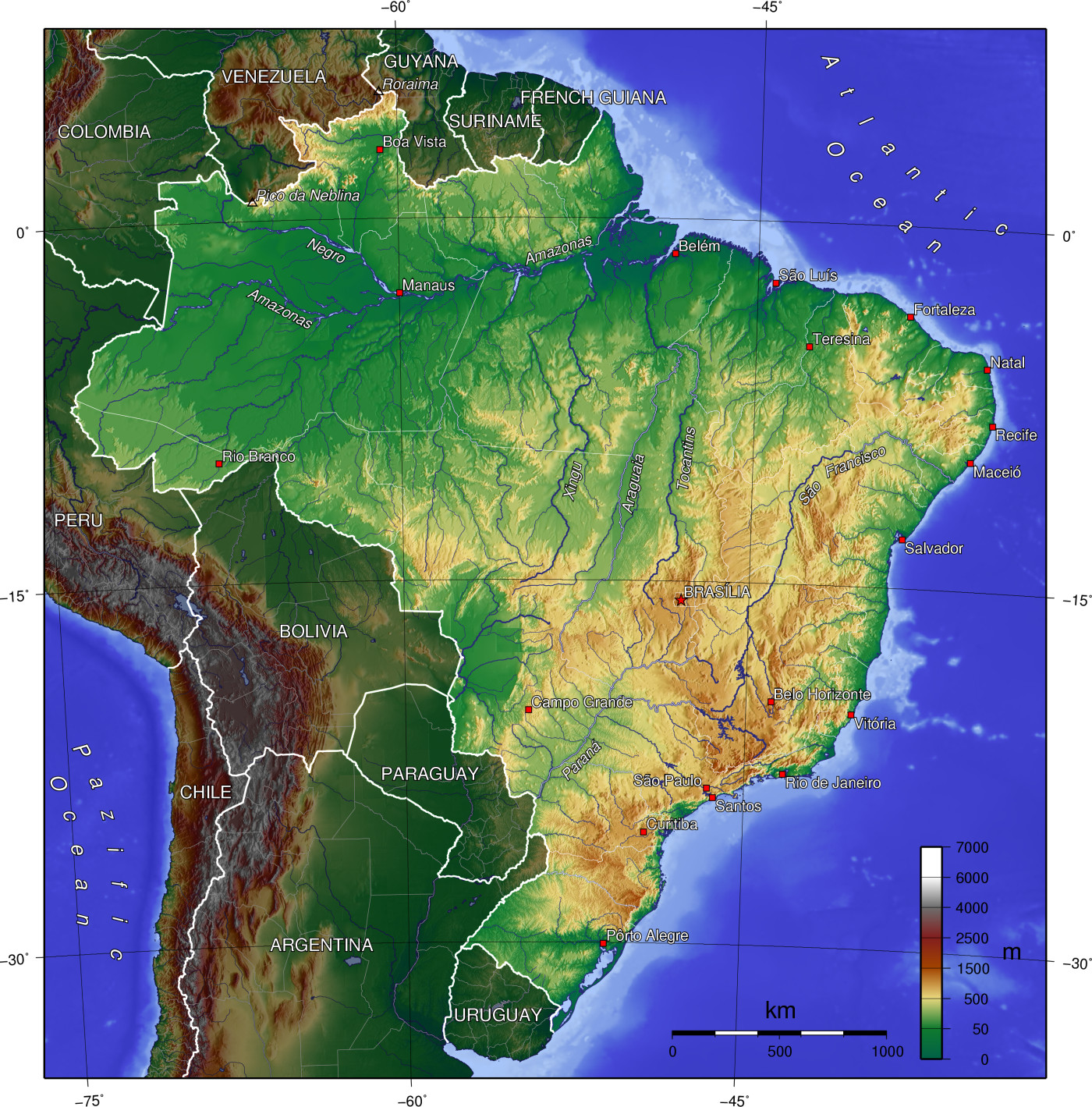
Geografia del Brasil.

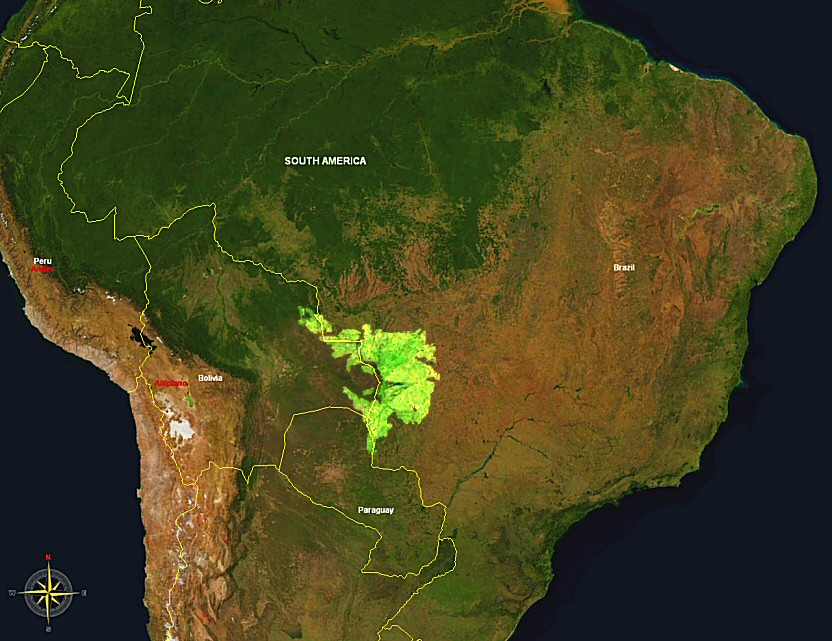
Àrea del Pantanal al Mato Grosso.

El Brasil és el país més gran de l'Amèrica Llatina i el cinquè més gran del món. Els seus límits són: al sud, l'Argentina, l'Uruguai i el Paraguai; a l'est, l'oceà Atlàntic; al nord, Veneçuela, Colòmbia, Guiana, Surinam i Guaiana Francesa; i a l'oest, Bolívia i el Perú.
El relleu del Brasil es resol en tres grans unitats topogràfiques: la conca del Riu Amazones, que ocupa el terç nord del país, el massís brasiler, que ocupa gairebé els terços restants i que li serveix de límit pel sud i l'Escut guaianès, que la limita en la part septentrional i del que només una part és brasilera. L'altitud del territori brasiler és en general moderada. No presenta grans cadenes muntanyenques, serralades o similars.
La geografia és diversa, amb paisatges semiàrids, muntanyencs, tropicals, subtropicals, i amb climes que varien del sec al plujós clima tropical equatorial; contrasten també el clima més suau de la Regió Sud, amb el clima subtropical i les gelades freqüents. Al Brasil es troben diversos rècords de la geografia mundial, com ara el Pantanal del Mato Grosso do Sul una de les majors àrees submergides del món, considerada per la UNESCO com a reserva de la biosfera; l'illa del Bananal, al riu Araguaia, l'illa fluvial més gran del món; l'illa del Marajó, l'illa maritimofluvial més gran del món; Anavilhanas, l'arxipèlag fluvial més gran del món, localitzat al riu Amazones, el més gran en volum d'aigua i el més extens de tot el globus terrestre. En comparació, el volum d'aigua del riu Amazones correspon al triple del segon riu més gran en extensió, el riu Congo, a Àfrica. El país posseeix, també, la reserva d'aigua dolça més gran del planeta que inclou la Conca amazònica i l'Aqüífer Guaraní.

## Punts extrems

Punts extrems del país.

Els punts extrems del territori brasiler per la seva posició són els següents:
- Punt més septentrional: naixement del riu Ailã, a la muntanya Caburai, a l'estat de Roraima, a la frontera amb la Guiana (05° 15′ 05″ N, 060° 12′ 33″ O / 5.25139°N,60.20917°O);
- Punt més meridional: corba del rierol Chuy, a Rio Grande do Sul, a la frontera amb l'Uruguai (33° 45′ 09″ S, 053° 22′ 07″ O / 33.75250°S,53.36861°O);
- Punt més occidental: naixement del riu Moa, a la serra del Divisor o de Contamana, a l'estat d'Acre, a la frontera amb el Perú (07° 32′ 39″ S, 073° 59′ 04″ O / 7.54417°S,73.98444°O);
- Punt més oriental: Illa del Sud, en el grup d'illes de Trinidad i Martín Vaz, a Espírito Santo (20° 28′ 28″ S, 028° 50′ 26″ O / 20.47444°S,28.84056°O);
- Punt continental més oriental: Ponta do Seixas, Paraíba (07° 09′ 28″ S, 034° 47′ 38″ O / 7.15778°S,34.79389°O).

Els punts extrems per la seva elevació són:
- Punt més elevat: Pico da Boirina, amb aproximadament 2.994 m;
- Punt més baix: nivell del mar, a les costes de l'oceà Atlàntic.

Les localitats en posicions extremes són:
- Localitat més septentrional: Uiramutã, Roraima;
- Localitat més meridional: Chuí, Rio Grande do Sul;
- Localitat més oriental: João Pessoa, Paraíba 07° 09′ 28″ S, 034° 47′ 38″ O / 7.15778°S,34.79389°O);
- Localitat més occidental: Mâncio Lima, estat d'Acre.

## Litoral
El litoral del Brasil està banyat, exclusivament, per l'oceà Atlàntic, un tram del litoral sud-americà en general poc retallat que va des del cap Orange, en el nord, fins al rierol Chuy, en el sud, una longitud de 7.491 km. La longitud de qualsevol línia de costa pot variar de forma notable en funció del mètode de mesurament; segons la paradoxa de la costa pot arribar a augmentar fins als 9.198 km si es consideren els sortints i entrants costaners— que el converteix en el 15è litoral nacional més llarg del món.
Dels 26 estats brasilers nou no tenen litoral, així com tampoc el Districte Federal. La majoria dels 17 estats costaners tenen les seves capitals situades a prop de la costa, excepte Porto Alegre (Rio Grande do Sul), Curitiba (Estat de Paranà), São Paulo (São Paulo), Teresina (Piauí), Belém (Pará) i Macapá (Amapá). Porto Alegre, Belém i Macapá es troben emplaçades a prop de grans rius navegables, accessibles per això des del litoral.
La zona del litoral té una amplària variable, des dels 300 km a la regió nord equatorial, disminuint a 170 km a Ceará, a 50 km en el cap de São Roque, a 30 km a Bahía i segueix al sud amb una mitjana de 100 a 170 km fins a la barra de Chuy. Les profunditats són petites, d'aproximadament 20 metres i es corresponen amb el relleu de la plataforma continental. Al llarg de la costa s'alternen litorals recillins, amb badies, platges, dunes i manglars amb zones escarpades i abruptes, amb esculls i penya-segats i altres formacions menors. Les platges brasileres (2.095 en total)) són famoses al món i reben un gran nombre de turistes.
La majoria de les illes del Brasil són illes molt properes a la costa, de la qual les separen estrets passatges i canals. Moltes solen estar en les desembocadures dels rius, formades per les grans aportacions sedimentàries, sent destacable el gran arxipèlag de Marajó, a la boca de l'Amazones. Amb prou feines hi ha illes separades del litoral, en tot cas grups de petites illes, com l'atoló de les Roques i l'arxipèlag Fernando de Noronha (a 260 km i 360 km respectivament de Natal) i Trinidad i Martín Vaz (a 1.150 km de Vitória).
Una famosa expressió al Brasil és «do Oiapoque ao Chuí», que significa des de l'extrem sud a l'extrem nord del país. No obstant això, actualment el veritable punt més al nord del país és la muntanya Caburaí, a l'interior, a l'estat de Roraima, mentre que el punt més al sud es troba a Santa Vitória do Palmar.

## Flora

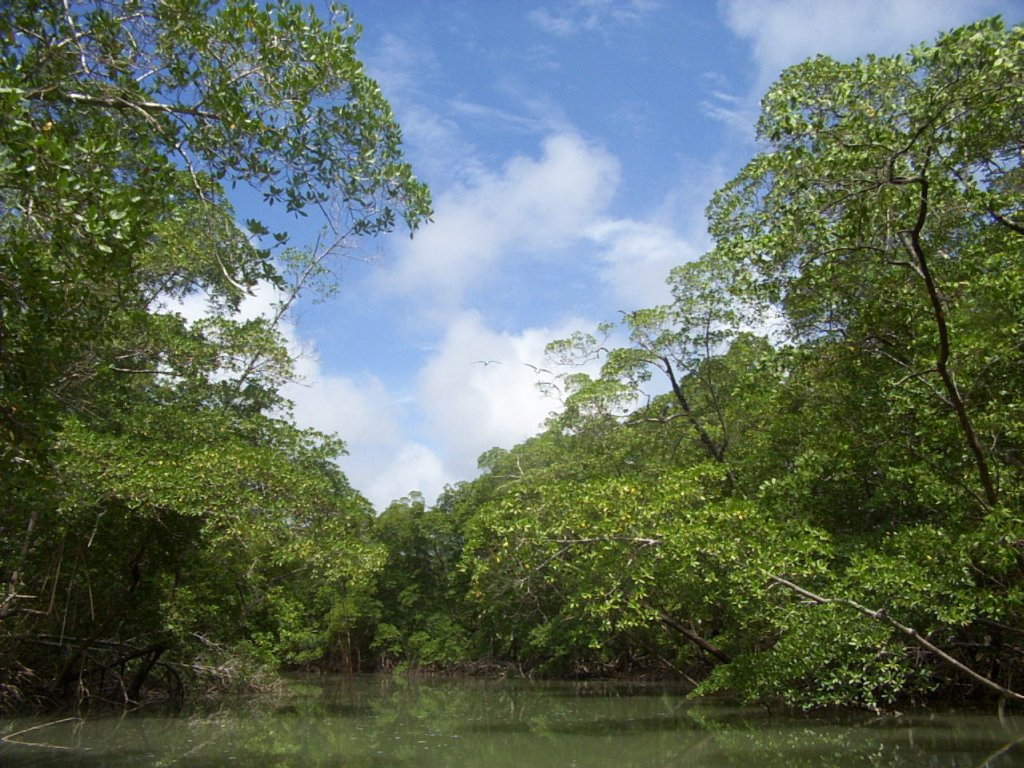
El Riu Amazones, la major riquesa forestal del Brasil.

El paisatge natural brasiler està patint serioses devastacions, i actualment està disminuint la seva extensió territorial i la seva biodiversitat.
El Riu Amazones, des de fa molt temps, pateix incendis, causats per a pràctiques agrícoles, malgrat que el seu sòl no és adequat a aquestes activitats. Amb els incendis, les pluges, que són constants a la regió, acaben danyant intensament el sòl (abans protegit pels arbres), que conseqüentment, pateix una disminució dels seus nutrients, perdent l'humus, important per a la fertilitat de la vegetació. Intensa desforestació també és realitzada a la regió per a la mineria i per a l'extracció de fusta.
També la Mata Atlàntica, impròpia per a l'agricultura i per a la criança de bestiar, pateix agressions, principalment per la caça i pesca depredadora, així com amb la pol·lució industrial.

## Clima

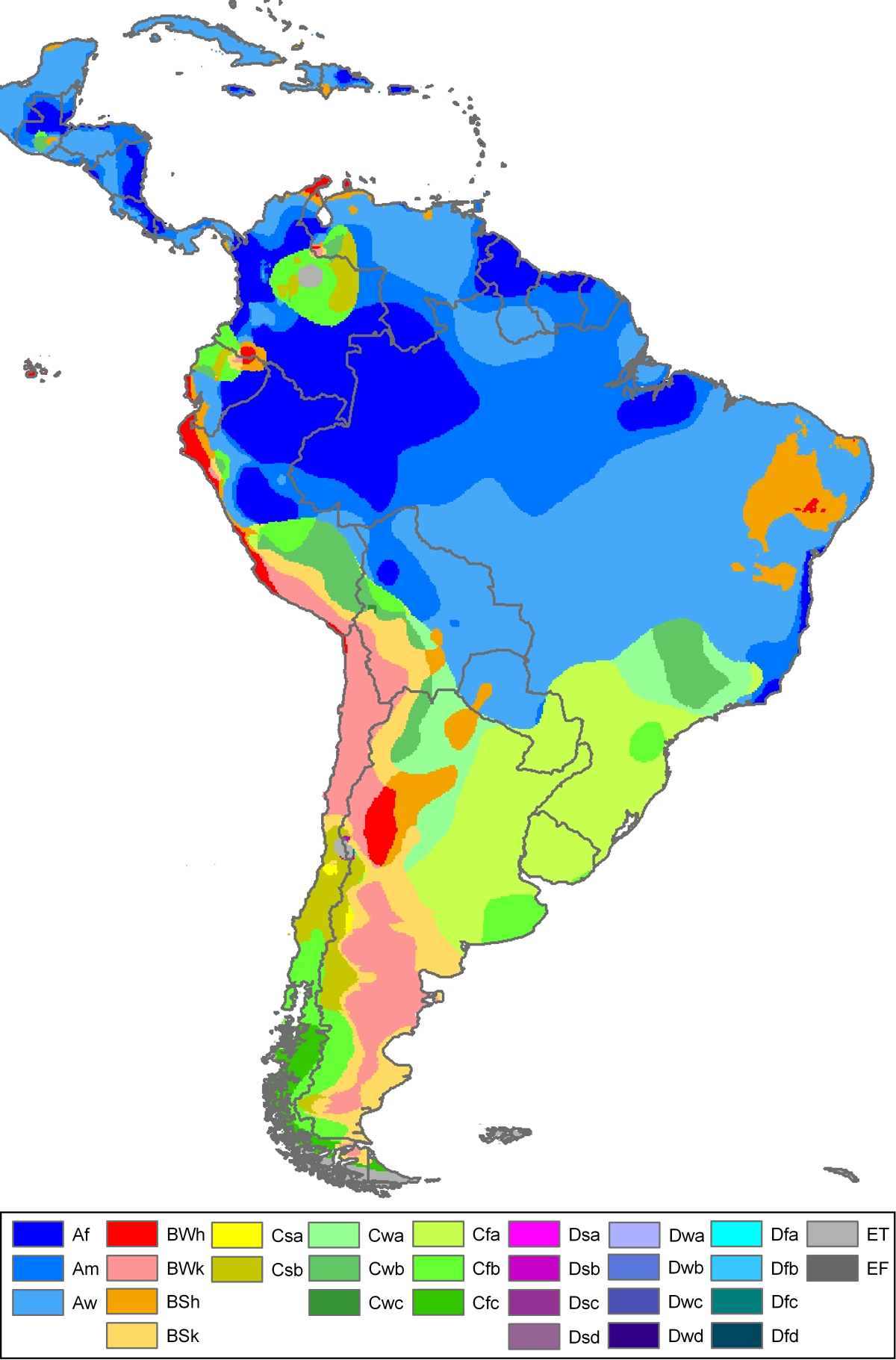
Mapa climàtic del Brasil

A conseqüència de factors variats, la diversitat climàtica del territori brasiler és molt gran. D'entre ells, en destaca la fisonomia geogràfica, l'extensió territorial, el relleu i la dinàmica de les masses d'aire. Aquest últim factor és de gran importància perquè afecta directament la temperatura i la pluviositat, provocant les diferències climàtiques regionals. Les masses d'aire que interfereixen més directament són l'equatorial (continental i atlàntica), la tropical (continental i atlàntica) i la polar atlàntica.
El Brasil presenta un clima molt humit amb característiques diverses, com ara el molt humit calent (equatorial), en algunes parts de la regió Nord; molt humit merotèrmic (subtropical), a la Regió Sud de Brasil i sud de São Paulo, i molt humit calent (tropical), a una franja estreta del litoral de São Paulo a Rio de Janeiro, Vitória, sud de la Bahia fins a Salvador, sud de Sergipe i nord d'Alagoas.
El clima humit, també presenta diverses característiques: clima humit calent (equatorial), a l'Acre, Rondônia, Roraima, al nord de Mato Grosso, així com de l'Amazones, Pará, Amapá i una petita porció a l'oest del Maranhão; clima humit sub-calent (tropical), a São Paulo i al sud del Mato Grosso del Sud, i el clima humit calent (tropical), al Mato Grosso do Sul, al sud de Goiás, al sud-oest i una franja estreta de l'oest de Minas Gerais, i una franja de Sergipe i del litoral d'Alagoas a la Paraíba.
El clima semihumit calent (tropical), correspon a l'àrea sud del Mato Grosso do Sul, Goiás, Tocantins, sud del Maranhão, sud-oest del Piauí, Minas Gerais, una franja de Bahia, a l'oest del Rio Grande do Norte i una porció de la regió meridional de Bahia.
El clima semiàrid, molt diversificat quant a la humitat, correspon a una àmplia àrea del clima tropical calent. Així, hi ha el clima semiàrid tou, al nord-est del Maranhão, Piauí i comença al sud de la Bahia; el semiàrid mitjà, al Ceará, Rio Grande do Norte, Paraíba, Pernambuco i a l'interior de la Bahia; el semiàrid fort, al nord de la Bahia i a l'interior de la Paraíba, i el semiàrid molt fort, en petites porcions de l'interior de Paraíba, de Pernambuco i nord de Bahia.
A pesar de la seva variació, el clima al Brasil és relativament estable, sense que hi hagi grans catàstrofes meteorològiques. No obstant això, excepcionalment va haver-hi un cicló tropical el 2004 entre els estats de Rio Grande do Sul i Santa Catarina, conegut com l'Huracà Katrina.
La temperatura més alta registrada al Brasil va ser de 44,7 °C a Bom Jesus a Piauí el 21 de novembre del 2005, sent tant la major temperatura d'una ciutat com del país sencer. La temperatura més baixa registrada fou de -17,8 °C al Morro da Igreja, a Urubici, el 29 de juny, 1996.

## Hidrografia

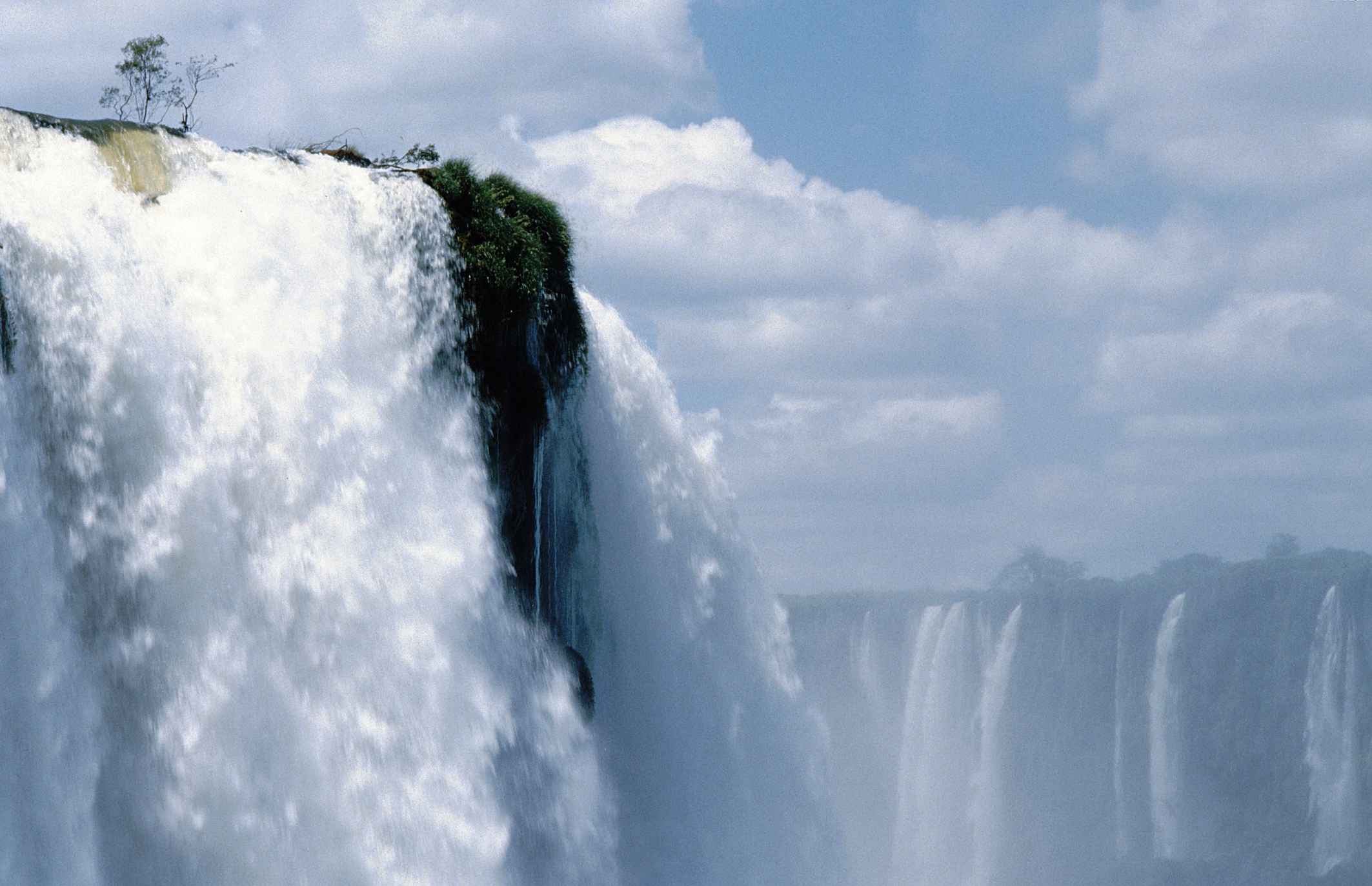
Les Cascades de l'Iguaçú, al riu Paranà.

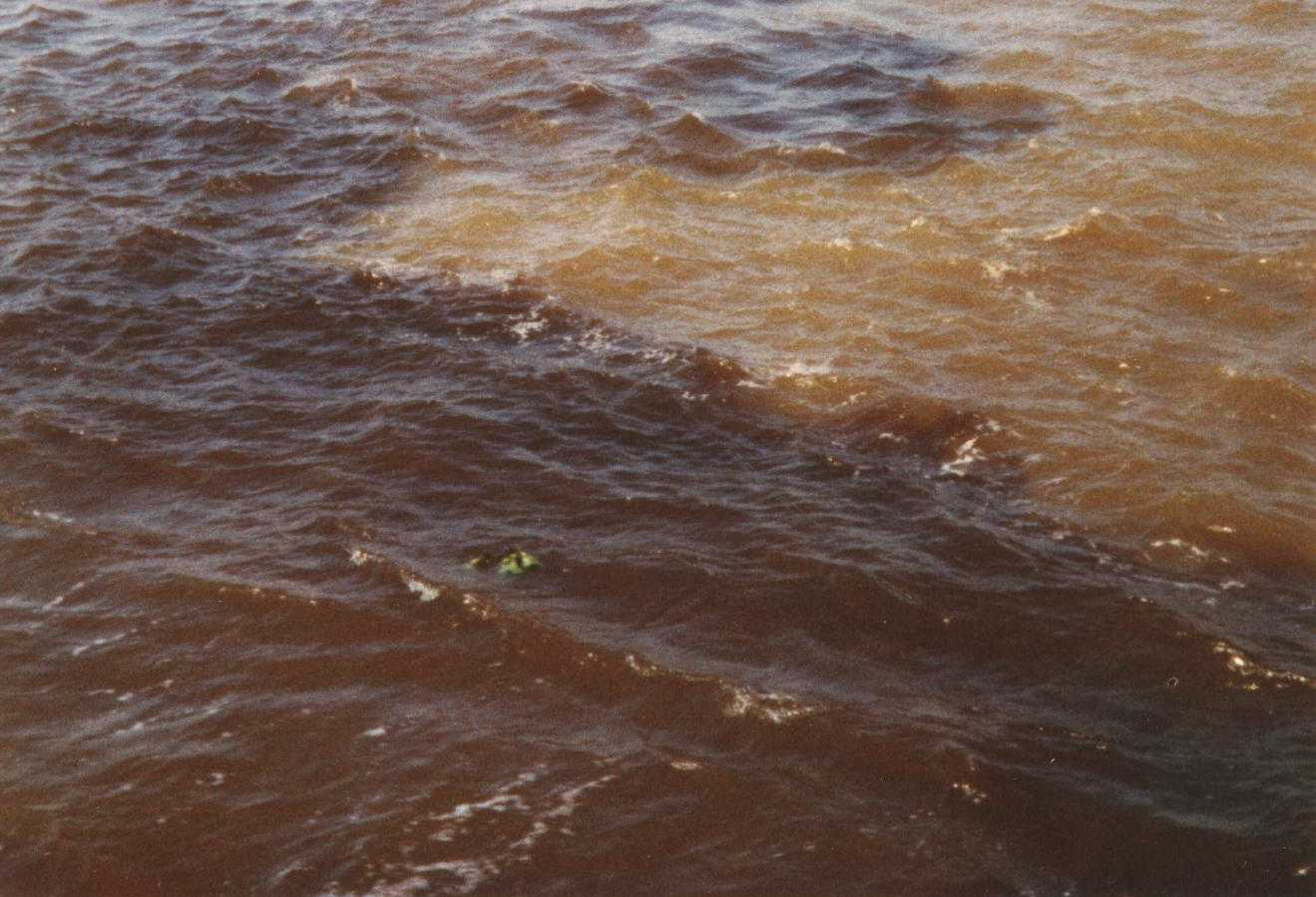
Trobada de les aigües

El Brasil té la xarxa hidrogràfica més gran del món, els seus rius pertanyen a diverses conques hidrogràfiques. Les majors són:
| Riu               | Conca                   | Afluents                           | Ciutats        | Conca km² | Riu km |
| ----------------- | ----------------------- | ---------------------------------- | -------------- | --------- | ------ |
| Riu Amazones      | Conca amazònica         | Riu Negro Riu Solimões             | Manaus         | 7.000.000 | 6.400  |
| Riu São Francisco | Conca del São Francisco | Riu Paraopeba                      | Juazeiro       | 641.000   | 2.830  |
| Riu Paranà        | Conca de Paranà         | Riu Paranaíba Riu Iguaçú Riu Tietê | Foz do Iguaçu  | 879.860   | 3.998  |
| Riu Paraguai      | Conca del riu Paraguai  |                                    | Cuiabá Corumbá | 1.100.000 | 2.550  |
| Riu Uruguai       | Conca del riu Uruguai   | Riu Gualeguaychú                   | Uruguaiana     | 385.000   | 1.500  |

Els rius Paranà, Paraguai i Uruguai formen el Riu de la Plata, per això es diu que formen la Conca Platina.
La conca amazònica és la més gran del Brasil. Hi existeixen a prop de 1.100 rius. El principal és el riu Amazones, que neix als Andes peruans. En entrar al Brasil s'anomena riu Solimões fins que rep el riu Negro, i comença a anomenar-se Amazones. El Canal del Nord, al costat occidental de l'arxipèlag de Marajó, és considerat la seva desembocadura. A pesar que la ciutat de Manaus està localitzada a la trobada de les aigües del riu Negro i el riu Solimões, la ciutat es troba a la ribera del riu Negro, la qual cosa fa de Macapá l'única capital d'un estat brasiler banyada pel riu Amazones. Macapá la creua la línia de l'equador. S'hi troba un monument on es pot observar el fenomen de l'equinocci.

## Geologia

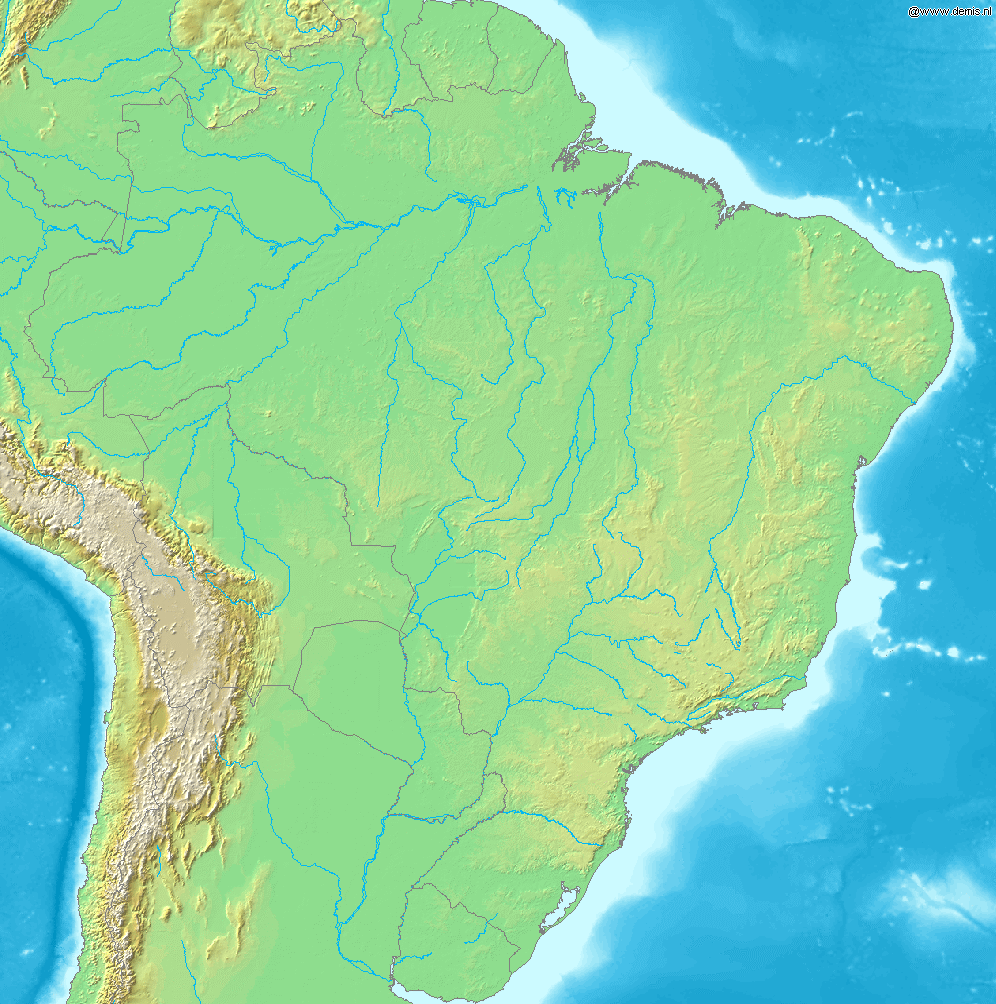
Mapa topogràfic del Brasil.

El Brasil té terrenys geològics molt antics i molt diversificats, atesa la seva extensa àrea territorial. No existeixen, tanmateix, cadenes orogèniques modernes, que datin del Mesozoic, com els Andes, els Alps o l'Himàlaia. Per aquest motiu les altituds modestes són una de les característiques principals de la geomorfologia brasilera. Són excepcionals els punts en què el relleu passa els dos mil metres d'altitud; les majors altituds es troben aïllades a la frontera nord del país, mentre que la majoria de les mitjanes regionals es troben a la Regió Sud-est, principalment a les fronteres de Minas Gerais i Rio de Janeiro. Les roques més antigues integren àrees d'escut cristal·lí, representades pels cratons: Amazònic, Guaianes, São Francisco, Riu de la Plata, acompanyades d'extenses franges mòbils proterozoiques. De l'existència d'aquests cratons advé una altra característica geològica molt important del territori: la seva estabilitat geològica.
Són poc comuns al Brasil els grans moviments sísmics o terratrèmols. Tampoc no hi existeix cap activitat volcànica expressiva. Les zones més accidentades del relleu són el resultat de doblaments o plegaments antics de la crosta, que daten del proterozoic (franges mòbils). Les àrees de cobertures sedimentares estan representades per tres grans conques sedimentares: la Conca del riu Amazones, la Conca del Paranà i la Conca del Parnaíba, totes presentant roques d'edat paleozoic.

## Medi ambient

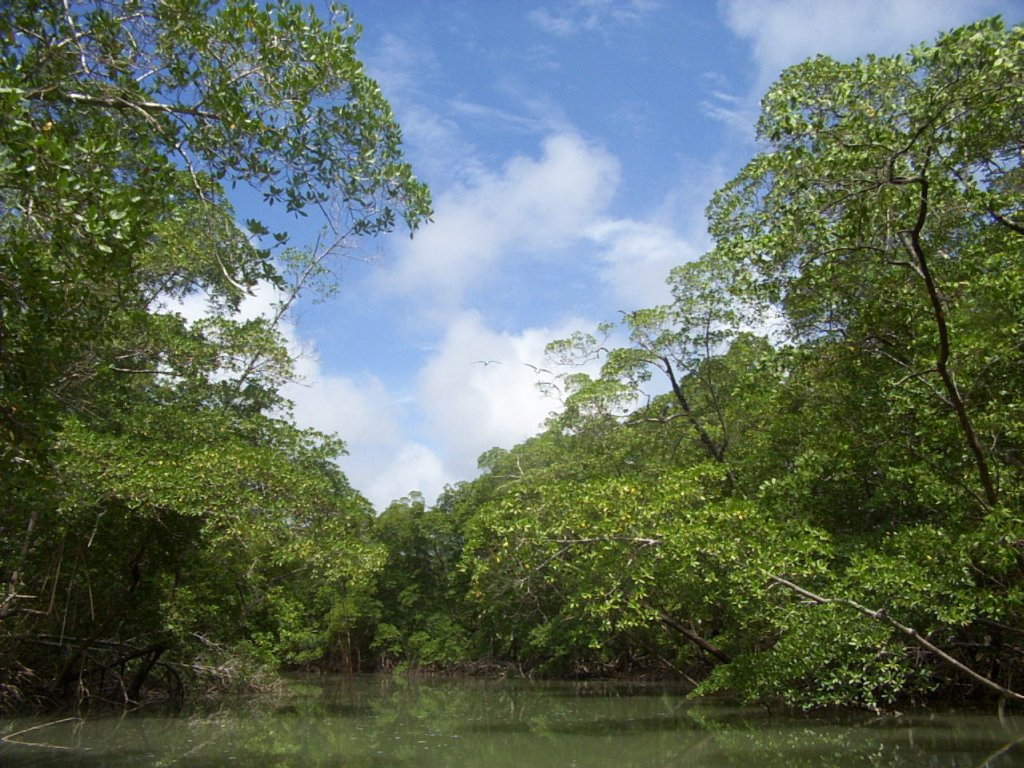
La Floresta Amazònica.

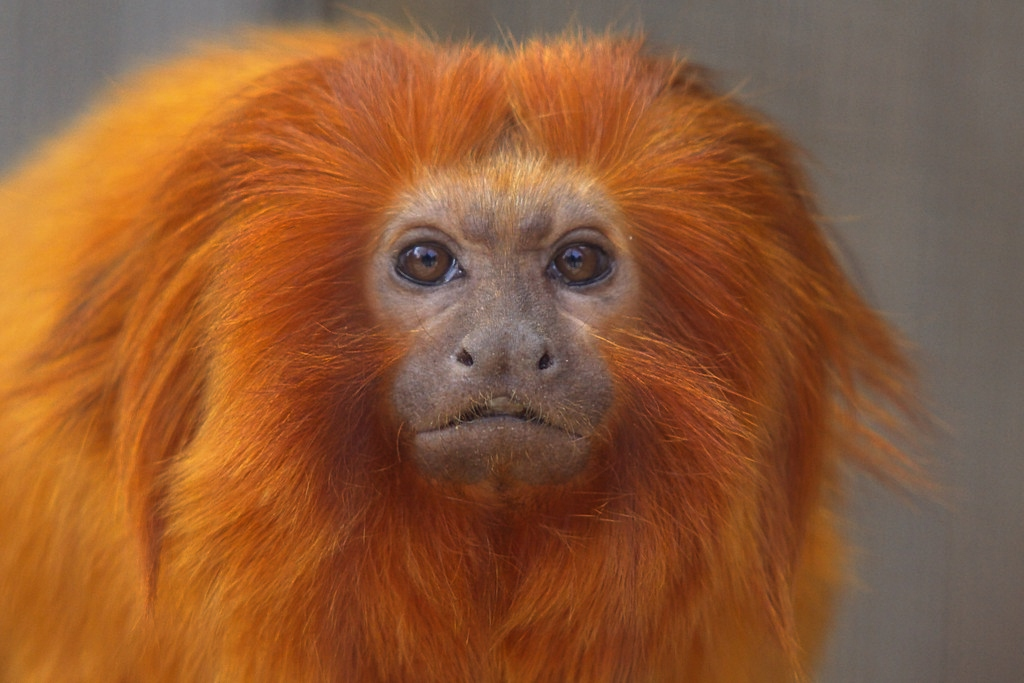
El mico-lleó-daurat és un mamífer típic de la Mata Atlàntica brasilera.

El Brasil és el país més biodivers del planeta: una de cada cinc espècies es troben, al Brasil. Va ser el primer signatari de la Convenció sobre la Diversitat Biològica (CDB), i és considerat megabiodivers – el país és responsable d'aproximadament 14% de la biota mundial – per la Conservation International (CI).
La biodiversitat pot ser qualificada per la diversitat d'ecosistemes, d'espècies biològiques, d'endemismes i en patrimoni genètic.
A causa de la seva dimensió continental i la gran variació geomorfològica i climàtica, el Brasil té sis biomes, 49 ecoregions, ja classificades, i incalculables ecosistemes. Els biomes són:
| Bioma          | Àrea km²  |  |
| Amazònia       | 6.000.000 |  |
| Cerrado        | 2.045.064 |  |
| Mata Atlàntica | 95.000    |  |
| Pantanal       | 200.000   |  |
| Les Pampes     | 750.000   |  |
| Caatinga       | 734.478   |  |

El Brasil té la flora més rica del món, amb fins a 56.000 espècies de plantes superiors ja descrites; més de 3.000 espècies de peixos d'aigua dolça; 517 espècies d'amfibis; 1.677 espècies d'aus; i 530 espècies de mamífers.
Per aquest motiu, és gran la pressió internacional perquè el Brasil preservi el seu medi ambient, tasca en què el país ha fallat molt. Exemples són la destrucció dels seus biomes a l'Amazònia, la Selva Atlàntica i el Cerrado. El desastre ecològic més gran de la història del Brasil, va ocórrer el 1998, en omplir-se l'embassament de la Central hidroelèctrica Enginyer Sérgio Motta (Porto Primavera), al Mato Grosso do Sul, per la Companhia Energética de São Paulo. La central hidroelèctrica, considerada la tercera més ineficient del món, té el llac artificial més gran del Brasil, que és considerat com la destrucció d'un dels més rics ecosistemes del Brasil i del món, el desallotjament de milers de famílies i la mort per ofegament de desenes d'espècies animals en extinció, una vegada que la CESP no va realitzar el seu salvament. També van desaparèixer diverses espècies vegetals en extinció i la més gran i millor reserva d'argila de la Sud-amèrica.

## Parcs nacionals
El Brasil destaca per la quantitat i qualitat dels seus 68 parcs naturals, escampats per tota la seva geografia, i alguns a més formen part del Patrimoni Mundial de la Humanitat de la UNESCO com són:
| Parc Nacional                                                                                         | Patrimoni de la Humanitat                                                                                 | Preservació | Àrea (km²) | Imatge                             | Estat                          |
| --- | --- | --- | ---------- | ---------------------------------- | ------------------------------ |
| Parque Nacional do Iguaçú                                                                             | Parque Nacional do Iguaçú                                                                                 | Disposa d'una de les cascades més grans i impressionats del món les Cascades de l'Iguaçú, amb una amplada de més de 2.700 metres. Així com rares espècies de flora i fauna en perill d'extinció com la llúdriga i l'os formiguer gegant | 1.852,62   | Iguacú                             | Paraná                         |
| Parque Nacional do Pantanal                                                                           | Pantanal                                                                                                  | Major zona d'aiguamolls del món | 200.000    | Pantanal                           | Mato Grosso Mato Grosso do Sul |
| Parque Nacional Costa do Descobrimento Parc Nacional del Monte Pascoal Parque Nacional del Pal Brasil | Reserves de Selva Atlàntica a la Costa do Descobrimento                                                   | Els boscos humits de la Mata Atlàntica posseeixen la biodiversitat més rica del planeta | 1.120,00   |                                    | Bahia Espírito Santo           |
| 25 Àrees de conservació diferents                                                                     | Reserves de la Selva Atlàntica del Sud-est del Brasil                                                     | Un dels majors i millors exemples de Mata Atlàntica brasilera amb 25 zones protegides | 4.700      | Cascada a Curitiba                 | Paraná São Paulo               |
| Parc nacional de Serra da Capivara                                                                    | Parc nacional de Serra da Capivara                                                                        | Parc arqueològic i ecosistemes | 1.291,40   | Parc nacional de Serra da Capivara | Piauí                          |
| Parque Nacional do Jaú                                                                                | El Complex de conservació de l'Amazònia Central: El Parque Nacional do Jaú                                | Boscos tropicals de l'Amazònia | 23.377     | Parque Nacional do Jaú             | Amazones                       |
| Chapada dos Veadeiros i de las Emas                                                                   | Les Àrees protegides del Cerrado: El Parque Nacional Chapada dos Veadeiros i el Parc Nacional de les Emas | El Cerrado | 1.916.000  | Tucan                              | Goiás Mato Grosso do Sul       |
| Fernando de Noronha i Àtol de les Roques                                                              | Illes atlàntiques brasileres: Reserves de Fernando de Noronha i de l'Àtol de les Roques                   | Els cims de les dorsals atlàntiques, lloc de gran importància biològica | 430        | Fernando de Noronha                | Pernambuco Rio Grande do Norte |

Les àrees de protecció també poden ser estatals, com a l'Estat de São Paulo: les Estância Turística així com de Municipals.

## Antàrtida
Hi ha una suposada reivindicació territorial del Brasil a una regió del continent antàrtic al sud del paral·lel 60°S, originalment proposada per Therezinha de Castro i Delgado de Carvalho, que mai no va ser reconeguda pel govern. Brasil mai no ha fet una reivindicació territorial, d'una banda, perquè causaria un conflicte innecessari amb l'Argentina i Gran Bretanya, que reivindiquen el territori proposat per Castro i Carvalho, en part perquè la teoria de la confrontació no té la menor base (arriben a invocar el Tractat de Tordesillas en els seus arguments).
El 1986, Brasil va establir una base en el continent anomenada "Comandant Ferraz", que és la base per a la recerca científica en el continent. La població és de 48 persones a l'hivern i 100 durant l'estiu.
El 2009 s'anuncia una inversió de 8,1 milions de USD en projectes d'investigació a l'Antàrtida

## Zona econòmica exclusiva

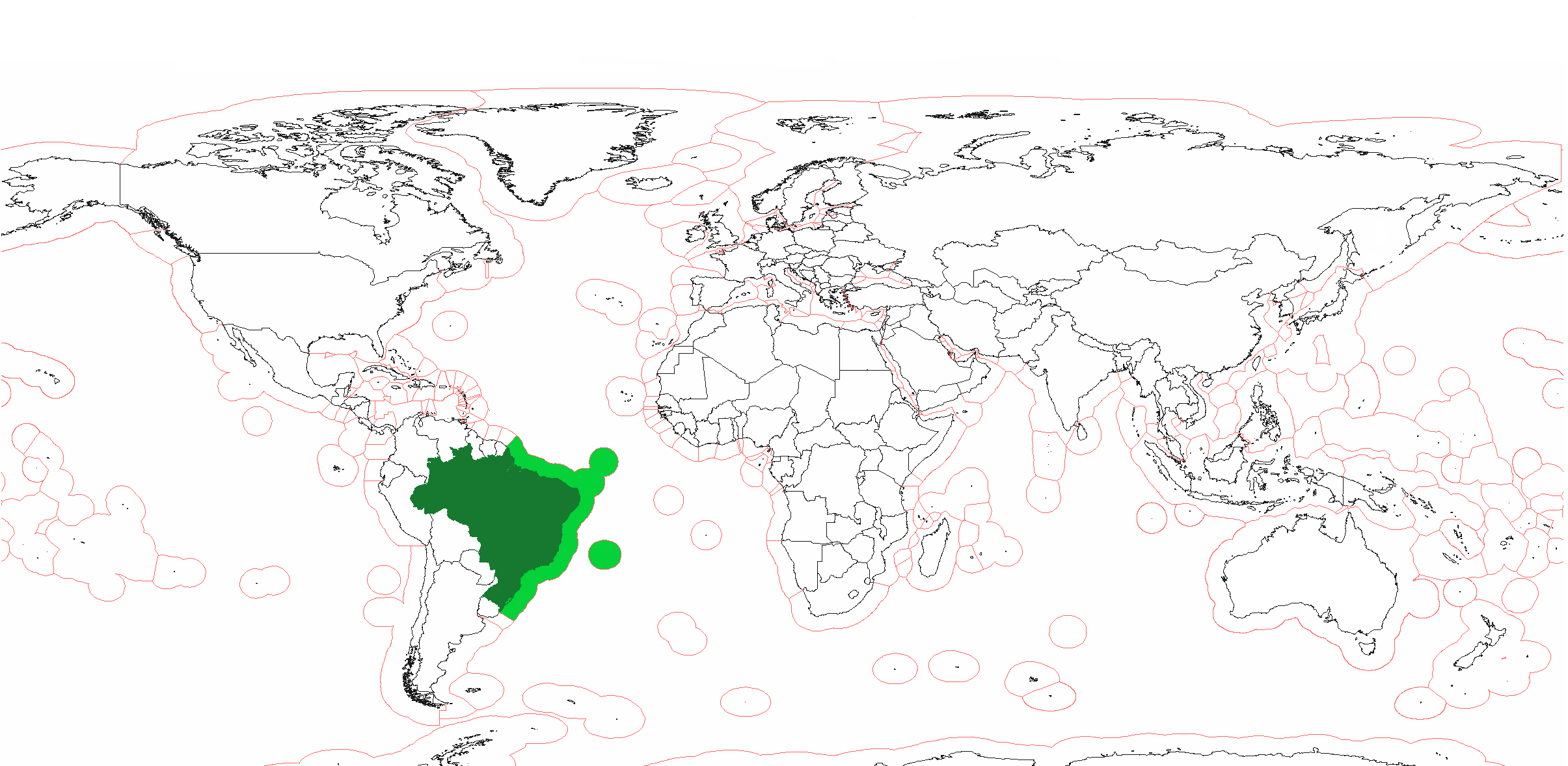
Zones d'exclusivitat econòmica del Brasil

La zona econòmica exclusiva del Brasil, també anomenat amazònia blava o aigües territorials brasileres, és una àrea d'aproximadament 3,5 milions de quilòmetres quadrats i podria ampliar-se a 4,4 milions de quilòmetres quadrats davant la legació del Brasil davant la Comissió de límits de les Nacions Unides, que proposa l'ampliació de la plataforma continental del Brasil, en 900 quilòmetres quadrats de sòl i del subsòl marins que el país pot explorar.